# Фигурнов, Евгений Петрович
Евгений Петрович Фигурнов (24 октября 1926 — 3 мая 2024) — советский и российский учёный, доктор технических наук (1972), профессор (1973) Ростовского государственного университета путей сообщения; почётный член Российской академии транспорта, действительный член Международной академии высшей школы, а также Академии инженерных наук и Транспортной академии Украины.
Направления научной деятельности: электрификация железнодорожного транспорта и электроснабжение тяги — автоматика, релейная защита, техническая диагностика тяговых сетей электротранспорта.

## Биография
Родился 24 октября 1926 года в Ленинграде.
Трудовой путь начал в 1944 году монтёром, а затем бригадиром участка электроснабжения Западной железной дороги. В 1949 году окончил Московский электромеханический институт инженеров железнодорожного транспорта. Обучался в аспирантуре, в 1952 году защитил кандидатскую диссертацию. С 1953 года вся его деятельность была связана с Ростовским государственным университетом путей сообщения (РГУПС-РИИЖТ). В 1963 году он организовал в вузе кафедру «Электроснабжение электрических железных дорог» и руководил ею почти 30 лет.
Е. П. Фигурнов стал автором более 300 научных работ, получил более 150 авторских свидетельств и патентов на изобретения. Он является автором учебника «Релейная защита» для вузов железнодорожного транспорта, который издавался в России и на Украине.
Умер 3 мая 2024 года в возрасте 97 лет.

## Награды
- Награждён орденом «Знак Почёта» и медалями, среди которых «За трудовое отличие» и «За доблестный труд».
- Удостоен званий «Заслуженный деятель науки и техники РСФСР» (1987) и «Лучший изобретатель железнодорожного транспорта»; имеет знаки «Почётный железнодорожник», «Почётный работник Высшего профессионального образования РФ», «Почётный работник Северо-Кавказской железной дороги», «Лучший изобретатель Дона».
- Его инженерные разработки удостоены двух золотых, серебряной и пяти бронзовых медалей ВДНХ СССР.